# Перецелуево
Перецелу́ево — деревня в Рыльском районе Курской области. Входит в Бобровский сельсовет.

## География
Деревня находится на реке Рыло (приток Сейма), в 116 км западнее Курска, в 10,5 км западнее районного центра — города Рыльск, в 2,5 км от центра сельсовета — Кулига.
Климат
Перецелуево, как и весь район, расположен в поясе умеренно континентального климата с тёплым летом и относительно тёплой зимой (Dfb в классификации Кёппена).

## Население
| 2002 | 2010 |
| ---- | ---- |
| 19   | ↘7   |

## Инфраструктура
Личное подсобное хозяйство. В деревне 19 домов.

## Транспорт
Перецелуево находится в 3,5 км от автодороги регионального значения 38К-017 (Курск — Льгов — Рыльск — граница с Украиной), в 8 км от автодороги 38К-040 (Хомутовка — Рыльск — Глушково — Тёткино — граница с Украиной), в 4 км от автодороги межмуниципального значения 38Н-558 (Рыльск — Дурово — Ломакино — граница с Глушковским районом), в 1 км от автодороги 38Н-560 (38Н-558 — Кулига — Боброво), в 12,5 км от ближайшей ж/д станции Рыльск (линия 358 км — Рыльск).
В 176 км от аэропорта имени В. Г. Шухова (недалеко от Белгорода).